# 山崎村 (富山県)
山崎村（やまざきむら）は、かつて富山県下新川郡にあった村。

## 沿革
- 1889年（明治22年）4月1日 - 町村制の施行により、下新川郡山崎村、棚山野新開所、山崎新村、山王村、殿村、細野村及び中野村の区域をもって、下新川郡山崎村が発足する。
- 1954年（昭和29年）8月1日 - 下新川郡泊町、五箇庄村、宮崎村、境村、大家庄村、山崎村及び南保村が合併して、下新川郡朝日町が発足する。

## 経済
農業
『大日本篤農家名鑑』によれば山崎村の篤農家は、「秋山兵三郎、赤川竹次郎、長津松五郎、山田久」などである。

## 歴代村長
出典→
1. 鷲田信造（1889年8月12日 - 1905年2月20日）
2. 永口武右衛門（1905年9月21日 - 1908年5月5日）
3. 秋山兵三郎（1908年10月22日 - 1910年4月6日）
4. 九里善允（1910年5月3日 - 1918年5月1日）
5. 鹿熊久安（1918年5月3日 - 1944年3月1日）
6. 永口豊二（1944年4月29日 - 1946年9月16日）
7. 水野治吉（1947年4月5日 - 1947年7月28日）
8. 中島喜代次（1947年8月28日 - 1951年8月26日）
9. 永口豊二（1951年8月26日 - 1954年6月5日）
10. 赤川重次（1954年7月1日 - 1954年7月31日）

## 出身・ゆかりのある人物
- 鹿熊勘右衛門 - 殿村戸長[5]。
- 鹿熊久安（農業[6]、政治家） - 富山県会議員、同議長。富山県農会長。
- 鹿熊安正（政治家） - 参議院議員。富山県議会議員、同議長。